# Pepernoot
Een pepernoot is een taai, lichtbruin en naar anijs smakend banket dat vooral in de sinterklaastijd wordt gegeten. Traditioneel worden de pepernoten gestrooid zodat kinderen ze kunnen zoeken.
Pepernoten (vroeger ook wel peperneut of peperbol genoemd) worden gemaakt van roggebloem met honing en anijs en hebben een onregelmatige vorm. De smaak en structuur is vergelijkbaar met taaitaai. 
De vroegste vermelding is terug te vinden in een Gronings plakkaat uit 1640 betreffende de oprichting van een koekenbakkersgilde. Zeker is dat  kruidkoek, waarvan het een afsnijdsel zou kunnen zijn, al in 1615 bestond. Soms wordt, ten onrechte, gemeld dat het gebruik van de pepernoot te zien zou zijn op het 17e-eeuwse schilderij Het Sint-Nicolaasfeest van Jan Steen.
Pepernoten bevatten lang niet altijd peper. Mogelijk was het ten tijde van het ontstaan van het koekje anders en werd het in de loop der tijd verminderd omdat peper duur kon zijn. Een andere verklaring kan zijn dat peper lang een verzamelnaam voor specerijen in het algemeen was.

## Wetenswaardigheden
- De kruidnoot wordt ook wel pepernoot genoemd.
- Het woord pepernoot werd ook gebruikt voor peperkorrel.